# Dade County, Georgia
För fler countyn med samma namn, se Dade County.
Dade County är ett administrativt område i delstaten Georgia, USA, med 16 633 invånare. Den administrativa huvudorten (county seat) är Trenton. 

## Geografi
Enligt United States Census Bureau så har countyt en total area på 451 km². 451 km² av den arean är land och 0 km² är vatten.

### Angränsande countyn
- Marion County, Tennessee - nord
- Hamilton County, Tennessee - nordost
- Walker County - i sydost
- DeKalb County, Alabama - sydväst
- Jackson County, Alabama - väst